# BNC

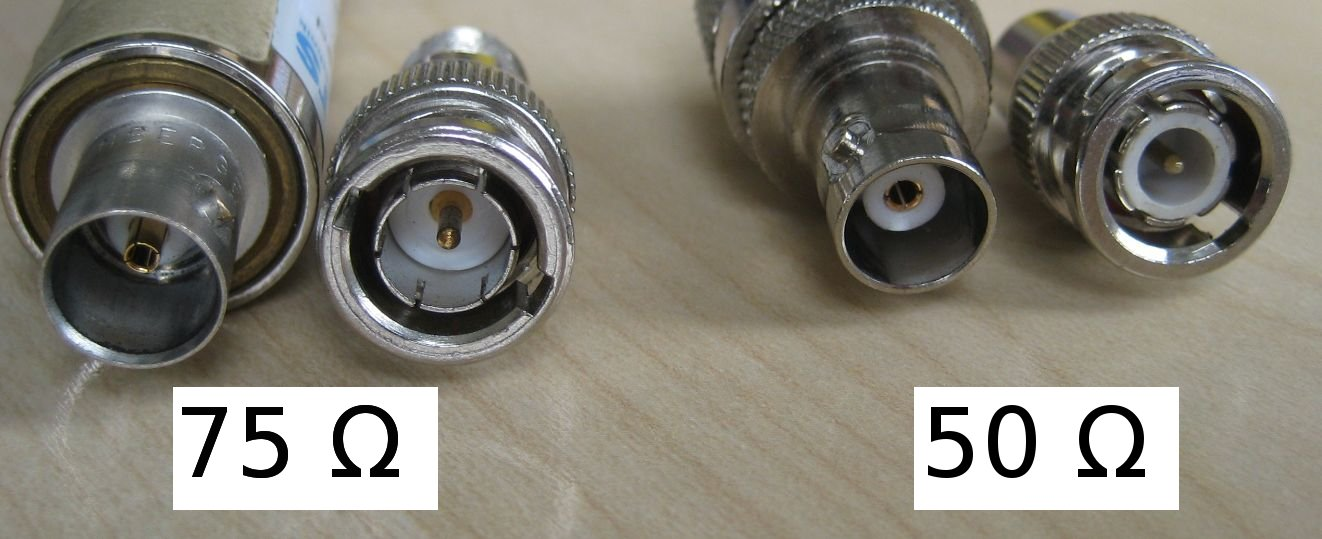
Porównanie złącz 75 Ω i 50 Ω

BNC (ang. Bayonet Neill-Concelman) – złącze koncentryczne wielkiej częstotliwości przeznaczone do przesyłania sygnałów małej mocy. Złącze posiada zapięcie bagnetowe, umożliwiające szybkie łączenie i rozłączenie. Złącza BNC występują w dwóch wersjach: 50- i 75-omowej.

## Zastosowanie
- Przesyłanie sygnałów w.cz. w sprzęcie pomiarowym (np. generatora funkcyjnego, oscyloskopu) oraz sygnałów cyfrowych w sprzęcie profesjonalnym. Impedancja 50 Ω.
- Przesyłanie sygnału wideo w systemach analogowej telewizji przemysłowej. Koncentryczny tor przesyłowy wideo ma impedancję 75 lub 50 Ω.
- Jako złącze antenowe w odbiornikach radiokomunikacyjnych i radioamatorskich.
- Do łączenia sieci komputerowych zbudowanych z kabli koncentrycznych (np. 10BASE2). W przypadku sieci komputerowych nie jest już stosowane, gdyż ten typ sieci został wyparty jeszcze w XX w. przez standard 10BASE-T, oparty na przewodach równoległych zwanych popularnie skrętką (ang. twisted-pair).